# Part 3: Final Warning
Part 3: Final Warning je třetí řadová deska české crossoverové kapely Atari Terror.
Vydání alba bylo původně plánováno na březen roku 2011, ale k vydání kvůli změnám ve skladeb došlo až v říjnu. Křest alba proběhl 17. listopadu 2011 v pražském Paláci Akropolis.
K singlu Oh my god! byl natočen videoklip. Album je volně ke stažení na stránkách kapely.

## Seznam skladeb
1. Eve (05:06)
2. Ghost of The Bloodbath (03:49)
3. Bright Sun (03:25)
4. Mother 001 (03:43)
5. Insane (03:53)
6. Oh My God (02:34)
7. Stuck to The Tit (04:36)
8. Great Pain (04:00)
9. Cereal Killer (04:03)
10. Dance Machine (03:53)
11. This Is The Day (03:23)
12. The Wicked Hand (04:33)